# Gerhard Schröder
Cet article concerne le chancelier social-démocrate de 1998 à 2005. Pour l'homme politique chrétien-démocrate des années 1950 à 1980, voir Gerhard Schröder (CDU).
Pour les articles homonymes, voir Schröder.
 (juin 2016).
Si vous disposez d'ouvrages ou d'articles de référence ou si vous connaissez des sites web de qualité traitant du thème abordé ici, merci de compléter l'article en donnant les références utiles à sa vérifiabilité et en les liant à la section « Notes et références ».
Gerhard Fritz Kurt Schröder [ˈɡɛɐ̯haɐ̯t fʁɪts kʊɐ̯t ˈʃʁøːdɐ] , né le 7 avril 1944 à Mossenberg-Wöhren, est un homme d'État allemand, membre du Parti social-démocrate d'Allemagne (SPD). Il est chancelier fédéral de 1998 à 2005.
Après avoir été président fédéral des Jeunesses sociales-démocrates (Jusos) à la fin des années 1970, il entre à la présidence fédérale du SPD en 1989, et devient l'année suivante ministre-président du Land de Basse-Saxe, à la tête d'une coalition rouge-verte avec les écologistes. Il est réélu deux fois avec une majorité absolue.
Candidat à la chancellerie contre Helmut Kohl aux élections fédérales de 1998, il forme la première coalition fédérale rouge-verte. Son premier mandat est notamment marqué par son opposition aux États-Unis au sujet de la guerre d'Irak. Il est réélu de justesse à la suite des élections fédérales de 2002. Le climat économique le pousse à mettre en place l'« agenda 2010 », un ensemble de réformes libérales de l'État-providence qui font chuter sa popularité. En 2005, la lourde défaite de sa coalition en Rhénanie-du-Nord-Westphalie le conduit à convoquer des élections fédérales, remportées par la CDU/CSU.
Gerhard Schröder cède la chancellerie fédérale à Angela Merkel et se retire de la vie politique. Il se lance dans le monde des affaires, ce qui entraîne des controverses, en particulier en raison de sa proximité avec le président russe Vladimir Poutine.

## Biographie

### Formation et carrière
Il quitte l'école en 1958 afin de suivre un apprentissage de vendeur à Lemgo pendant trois ans, après quoi il exerce ce métier à Lage, puis à Göttingen, où il travaille en même temps comme ouvrier du bâtiment. Il commence à suivre des cours du soir en 1962, afin d'obtenir un diplôme d'accès à l'enseignement supérieur. C'est ainsi qu'il décroche son certificat général de l'enseignement secondaire en 1964, puis son Abitur en 1966. Il intègre alors l'université de Göttingen pour y suivre des études supérieures de droit. Il est reçu au premier examen juridique d'État en 1971 et passe le second avec succès en 1976.
Il est reçu la même année à l'examen du barreau et devient avocat dans le ressort du tribunal régional de Hanovre. Il est promu associé du cabinet où il travaille en 1978, mais renonce à cet emploi en 1990. Pendant son exercice professionnel, il a notamment fait accélérer la sortie de prison de Horst Mahler, de la Fraction armée rouge (RAF), et le rétablissement de son droit à pratiquer le droit en Allemagne.
Après la fin de sa carrière politique, en 2005, il reprend ses activités professionnelles, mais à Berlin, et est engagé par la société russe Gazprom pour présider le conseil de surveillance de North-European Gas Pipeline, consortium germano-russe chargé de la construction et de l'exploitation du gazoduc Nord Stream. Le conseil l'élit à ce poste à l'unanimité le 30 mars 2006. Cette décision fait l'objet de critiques dans la mesure où Schröder, en sa qualité de chancelier, a approuvé le tracé du gazoduc et s'est porté garant d'un prêt bancaire d'un milliard d'euros proposé par Deutsche Bank et KfW à Gazprom dans le cadre de cette affaire. Il a été conseiller de Goldman Sachs, puis de la banque Rothschild, et a également rejoint le groupe de presse suisse Ringier comme consultant.
Depuis janvier 2009, Gerhard Schröder est membre du directoire du groupe pétrolier russo-britannique TNK-BP, fonction pour laquelle il touche une rémunération de 200 000 euros par an.

### Vie privée

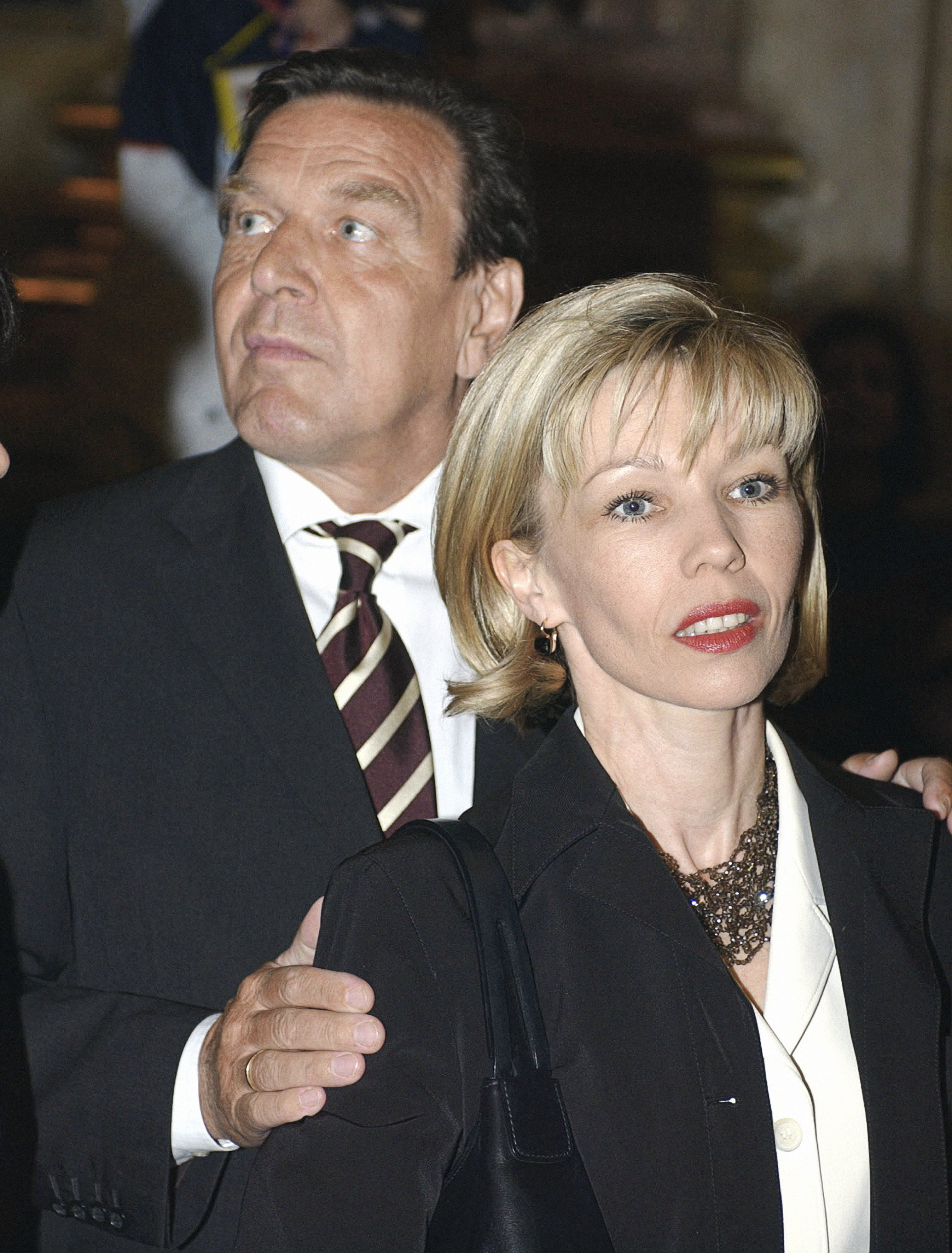
Gerhard et Doris Schröder en 2003.

Marié à cinq reprises, et divorcé par quatre fois, il est surnommé « Audi Man », en référence aux quatre anneaux de la marque allemande. Il a tout d'abord épousé Eva Schubach en 1968, et s'en est séparé quatre ans plus tard au profit d'Anne Taschenmacher, dont il a divorcé en 1984. Cette même année, il se remarie avec Hiltrud « Hilu » Hampel, qu'il quitte en 1997 pour Doris Köpf. Le couple a aujourd'hui deux enfants, adoptés à Saint-Pétersbourg : Viktoria, en 2004, et Gregor deux ans plus tard. Par ailleurs, Doris était déjà mère d'une fille, Klara, venue au monde en 1991. Après leur divorce, il se marie en 2018 pour la cinquième fois de sa vie, cette fois-ci avec Kim So-yeon, interprète sud-coréenne et représentante sud-coréenne de l'Agence de développement économique de la Rhénanie-du-Nord-Westphalie âgée de 26 ans de moins que lui.
Schröder passe sa vie entre Berlin et son domicile de Hanovre. En sa qualité d'ancien chancelier fédéral, il dispose également d'un bureau permanent dans la capitale fédérale jusqu'en 2022, année où le Bundestag lui retire certains de ses avantages.

### Son père
Son père, Fritz Schröder, était un soldat de la Wehrmacht qu'il n'a jamais connu. Celui-ci est en effet mort le 4 octobre 1944 à Ceanu Mare, en Roumanie, dans une embuscade des armées roumaine et soviétique. Sa tombe n'est retrouvée qu'en 2001 par sa fille Gunhild. Il faudra encore trois ans avant que Gerhard ne vienne s'y recueillir, à l'occasion d'une visite officielle en Roumanie.

## Parcours politique

### Au sein du SPD
Il adhère au Parti social-démocrate d'Allemagne (SPD) en 1963, et est élu président de la Communauté de travail des jeunes socialistes au sein du SPD (Jusos) de la région de Hanovre en 1971. En 1978, il en devient président fédéral pour deux ans.
Élu au comité directeur du parti dans la région de Hanovre en 1977, il en prend la présidence six ans plus tard, devient membre comité directeur fédéral du SPD en 1986, puis entre à la présidence fédérale en 1989. Il est élu président du SPD de Basse-Saxe l'année suivante, et occupe ce poste jusqu'en 1998. Gerhard Schröder est choisi, le 12 mars 1999, comme président fédéral du parti en remplacement d'Oskar Lafontaine. Il est reconduit en 2001 et 2003.
Il démissionne volontairement de la présidence du SPD en 2004, à la suite de la mise en minorité de son candidat au poste de secrétaire général au profit d'une personnalité plus marquée à gauche. Son successeur, élu le 21 mars, est Franz Müntefering, président du groupe SPD au Bundestag. Le parti décide le 8 août de le garder dans ses rangs, malgré ses liens avec Vladimir Poutine. La section SPD de Hanovre a estimé que ce dernier n'avait pas enfreint le règlement du parti.

### Au niveau régional

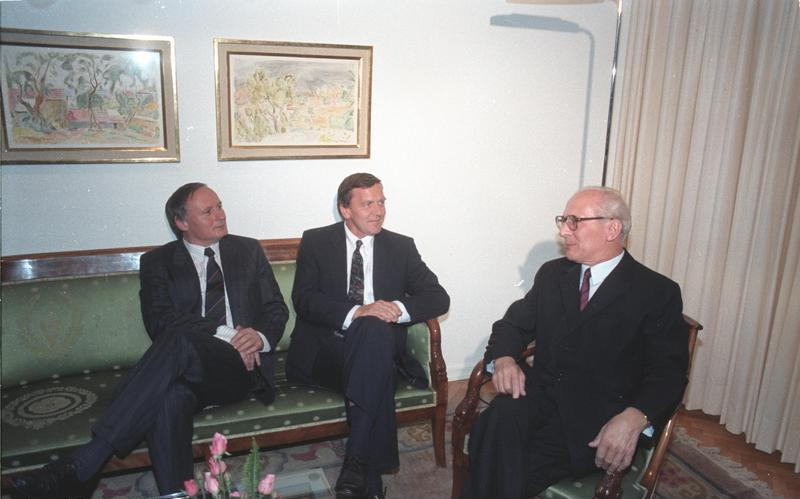
Oskar Lafontaine et Gerhard Schröder rencontrant Erich Honecker, en 1987.

En 1986, il est choisi comme chef de file (Spitzenkandidat) du SPD aux élections législatives régionales de Basse-Saxe contre le ministre-président chrétien-démocrate Ernst Albrecht, au pouvoir depuis dix ans, et soutenu depuis huit ans par une majorité absolue de son seul parti. Au scrutin du 15 juin, le SPD progresse de six points et remporte 66 sièges sur 155, contre 69 à la CDU, qui recule dans des proportions égales. Albrecht parvient toutefois à se maintenir au pouvoir en formant une coalition noire-jaune, disposant de 78 sièges, avec les libéraux, et Schröder devient alors chef de l'opposition.
Au scrutin du 13 mai 1990, il s'impose avec 44 % des voix et 71 élus, deux points et quatre sièges de plus que la CDU. Le soutien des 8 députés Verts lui donnant la majorité absolue au Landtag, Gerhard Schröder constitue une coalition rouge-verte avec Les Verts et est investi ministre-président le 21 juin. Candidat à un second mandat en 1994, il remporte une courte majorité absolue de 81 sièges sur 161 pour le seul SPD, et conserve donc la direction du gouvernement régional.
Il parvient à accroître cette majorité à 83 sièges sur 157 lors du scrutin de 1998. Il est réinvesti ministre-président le 30 mars, mais démissionne dès le 27 octobre, cédant sa place au ministre de l'Intérieur Gerhard Glogowski. En sa qualité de chef de gouvernement régional, il a pris pour un an, à partir du 1er novembre 1997, la présidence tournante du Bundesrat.

### Au niveau fédéral
Il est élu pour la première fois député fédéral de Basse-Saxe au Bundestag en 1980. Réélu trois ans plus tard, il démissionne en 1986.

#### Premier mandat de chancelier (1998-2002)

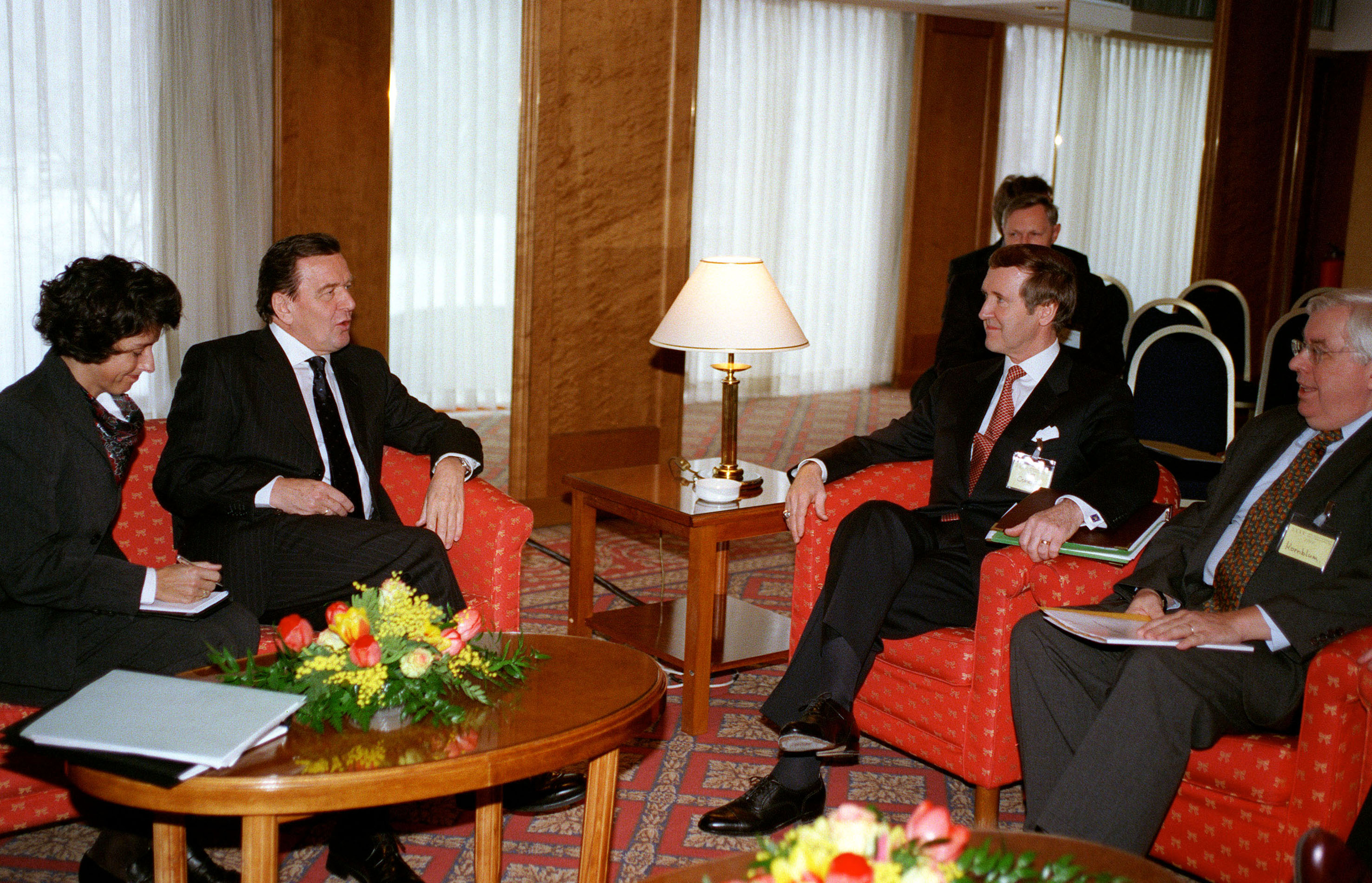
Gerhard Schröder et William Cohen à Munich, en 1999.

En 1998, il est choisi comme candidat à la chancellerie (Kanzlerkandidat) du SPD face à Helmut Kohl, qui sollicite un sixième mandat. Le 27 septembre, les sociaux-démocrates remportent les législatives avec 41 % des voix, contre 35 % à la CDU/CSU. C'est la première fois depuis les élections de 1972 qu'une telle situation se produit. Le bon score obtenu par l'Alliance 90 / Les Verts permet aux deux partis de former une coalition rouge-verte, et Gerhard Schröder est investi chancelier fédéral le 27 octobre 1998. Il est alors le premier chancelier à n'avoir pas participé ou connu la Seconde Guerre mondiale. Son vice-chancelier n'est autre que Joschka Fischer, premier écologiste à avoir occupé un poste gouvernemental en Allemagne à la fin des années 1980.
Durant ce premier mandat, le gouvernement décide de la sortie du nucléaire civil d'ici à 2020, du développement des énergies renouvelables, de l'instauration d'une taxe carbone, institue des unions civiles et libéralise les procédures de naturalisation. Il organise également l'assainissement des finances publiques, réforme la fiscalité (le taux marginal de l'impôt sur le revenu passe de 53 % en 1999 à 42 % en 2004), les retraites et prend diverses mesures en faveur de l'enseignement public. Il échoue toutefois à faire baisser le taux de chômage, dont il avait dit qu'il s'agissait de son objectif personnel. Dans un contexte de fort taux de chômage, les réformes Schröder ont pour effet de tirer les salaires vers le bas.

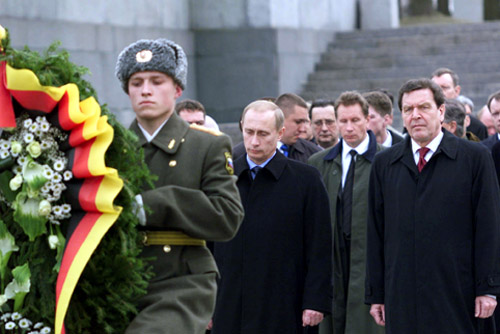
Gerhard Schröder et Vladimir Poutine, en 2001 à Saint-Pétersbourg.

Au niveau international, il autorise le déploiement de la Bundeswehr au Kosovo en 1999, ce qui en fait le premier déploiement armé de l'Allemagne à l'étranger depuis 1945. Il s'excuse, en décembre 2000, du manque de soutien apporté par le chancelier Helmut Schmidt à Solidarność lors de la proclamation de l'état d'urgence, en 1981, en Pologne.
Il proclame sa solidarité avec les États-Unis à la suite des attentats du 11 septembre, ce qui ne l'empêche absolument pas d'être l'un des plus farouches opposants à l'invasion de l'Irak défendue par George W. Bush et Tony Blair. En 2009, il dénoncera les pressions américaines faites à l'Allemagne pour reconnaître le Kosovo.
Plusieurs affaires ou démissions ont également marqué ces quatre premières années de pouvoir : en mars 1999, le président du SPD et ministre fédéral des Finances, Oskar Lafontaine, démissionne de l'ensemble de ses fonctions pour protester contre la politique du cabinet, qu'il juge trop libérale. En 2000, il doit se séparer de Reinhard Klimmt, ministre fédéral des Transports, condamné dans une affaire de malversations. L'année suivante, la crise de la vache folle emporte Karl-Heinz Funke, ministre fédéral de l'Agriculture, et Andrea Fischer, ministre fédérale de la Santé. À cette occasion, Renate Künast devient la première femme ministre de l'Agriculture. Enfin en juillet 2002, pour la première fois depuis 1949, il demande au président fédéral de mettre fin aux fonctions d'un ministre, en l'occurrence Rudolf Scharping, ministre fédéral de la Défense.

#### Second mandat de chancelier (2002-2005)

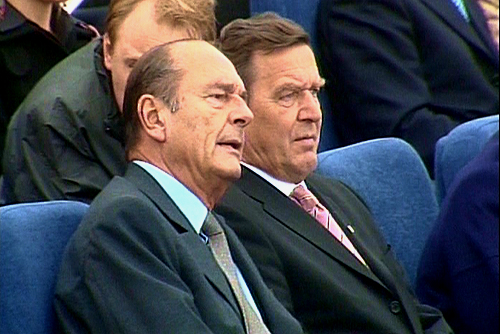
Jacques Chirac et Gerhard Schröder, en 2003.

Candidat à un second mandat aux législatives de 2002, il se retrouve opposé à Edmund Stoiber, ministre-président de la Bavière et président de la CSU. Le 22 septembre, le SPD et la CDU/CSU arrivent à égalité avec 38,5 % des suffrages, mais les sociaux-démocrates prennent trois sièges d'avance. Le bon score obtenu par l'Alliance 90 / Les Verts donne à la coalition sortante une courte avance de neuf sièges sur une éventuelle coalition noire-jaune, et Schröder est investi pour un nouveau mandat le 22 octobre. Sa première grande décision est de fusionner le ministère fédéral de l'Économie avec celui du Travail pour créer un « super-ministère » sous la direction de Wolfgang Clement. Ce nouveau mandat, placé sous le signe de la morosité économique et d'une hausse du chômage (on compte 4 millions de chômeurs fin 2002), est celui de la mise en œuvre de l'agenda 2010, une série de réformes destinées à réduire les dépenses de l'État-providence, notamment en fusionnant les allocations sociales avec celles du chômage, comme le préconisait la commission de réforme présidée par Peter Hartz (cf. l'article « réformes Hartz »). Les allocations versées aux chômeurs sont ainsi amputées et conditionnées à un régime de contrôle parmi les plus coercitifs d’Europe. Il tenta également une réforme du système de santé publique, mais l'absence de majorité au Bundesrat du fait des défaites successives de la coalition aux élections régionales réduisit fortement sa marge de manœuvre, l'obligeant au compromis avec la CDU/CSU et le FDP. La politique de Schröder provoque une crise au SPD qui voit 200 000 adhérents quitter le parti.
En 2004, il devient le premier chef de gouvernement allemand à participer aux commémorations du débarquement de Normandie, considéré comme une des principales défaites du Troisième Reich en 1944. De plus en plus contesté et confronté à une chute de sa popularité, il subit le 22 mai 2005 une lourde défaite en Rhénanie-du-Nord-Westphalie, qui représente 20 % de la population allemande et dirigé par les sociaux-démocrates depuis 1966. Il annonce alors sa volonté de convoquer des législatives fédérales anticipées, ce que ne permet pas la Loi fondamentale, sauf à perdre un vote de confiance au Bundestag, ce qu'il fait se produire le 1er juillet 2005. Le scrutin est alors fixé au 18 septembre.

#### Défaite aux élections anticipées de 2005

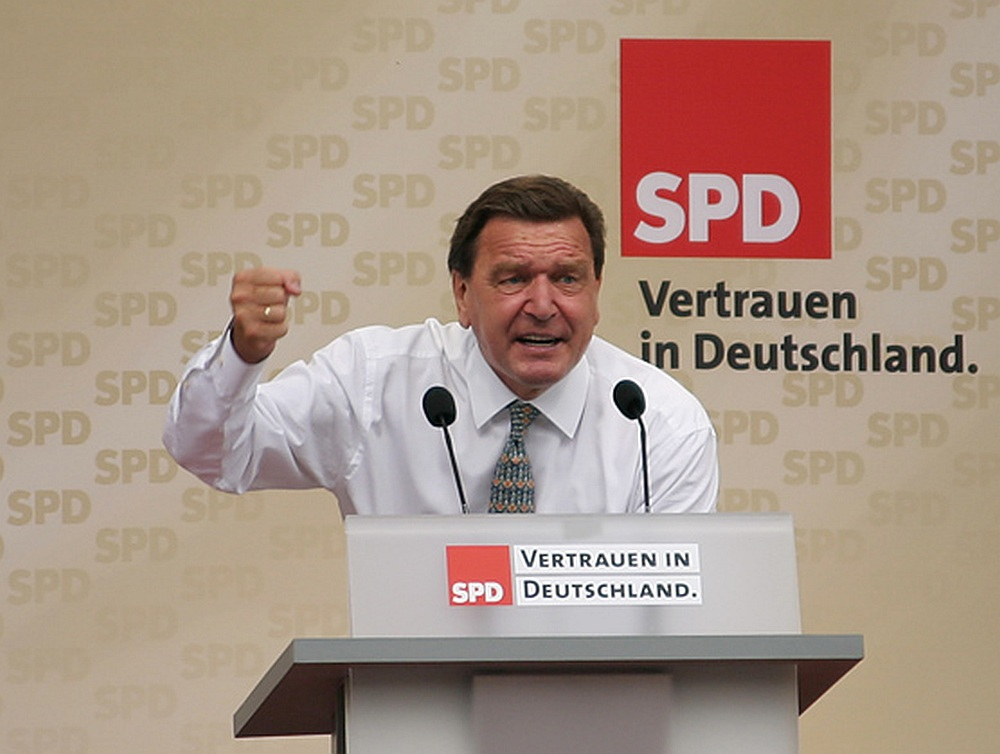
Gerhard Schröder, en septembre 2005.

Donné perdant durant toute la campagne électorale, le SPD remporte finalement 34,2 % des voix, à peine un point de moins que l'union CDU/CSU d'Angela Merkel. L'irruption de Die Linke (8,7 % des voix) empêche toute formation d'une coalition à gauche, tandis que le bon score du Parti libéral-démocrate (FDP, 9,8 %) ne permet pas la formation d'une coalition noire-jaune. À l'ouverture de la législature le 18 octobre, aucune majorité ne permet d'élire un nouveau chancelier, et le gouvernement sortant est alors chargé d'expédier les affaires courantes. Les deux grands partis décident finalement de former une grande coalition, dont Schröder revendique la direction, arguant que la CDU et la CSU sont deux partis distincts, et que donc le SPD est la première force politique du pays. Il finit par renoncer au profit d'Angela Merkel, mais refuse tout autre poste au sein du gouvernement. Merkel est finalement élue chancelière fédérale le 22 novembre, et Schröder démissionne du Bundestag dès le lendemain.

### Réception dans les médias
Lorsqu'il était chancelier, Schröder fut parodié à de nombreuses reprises dans le Gerd Show, qui fut soutenu par de nombreuses stations de radio.

## Reconversion et controverses

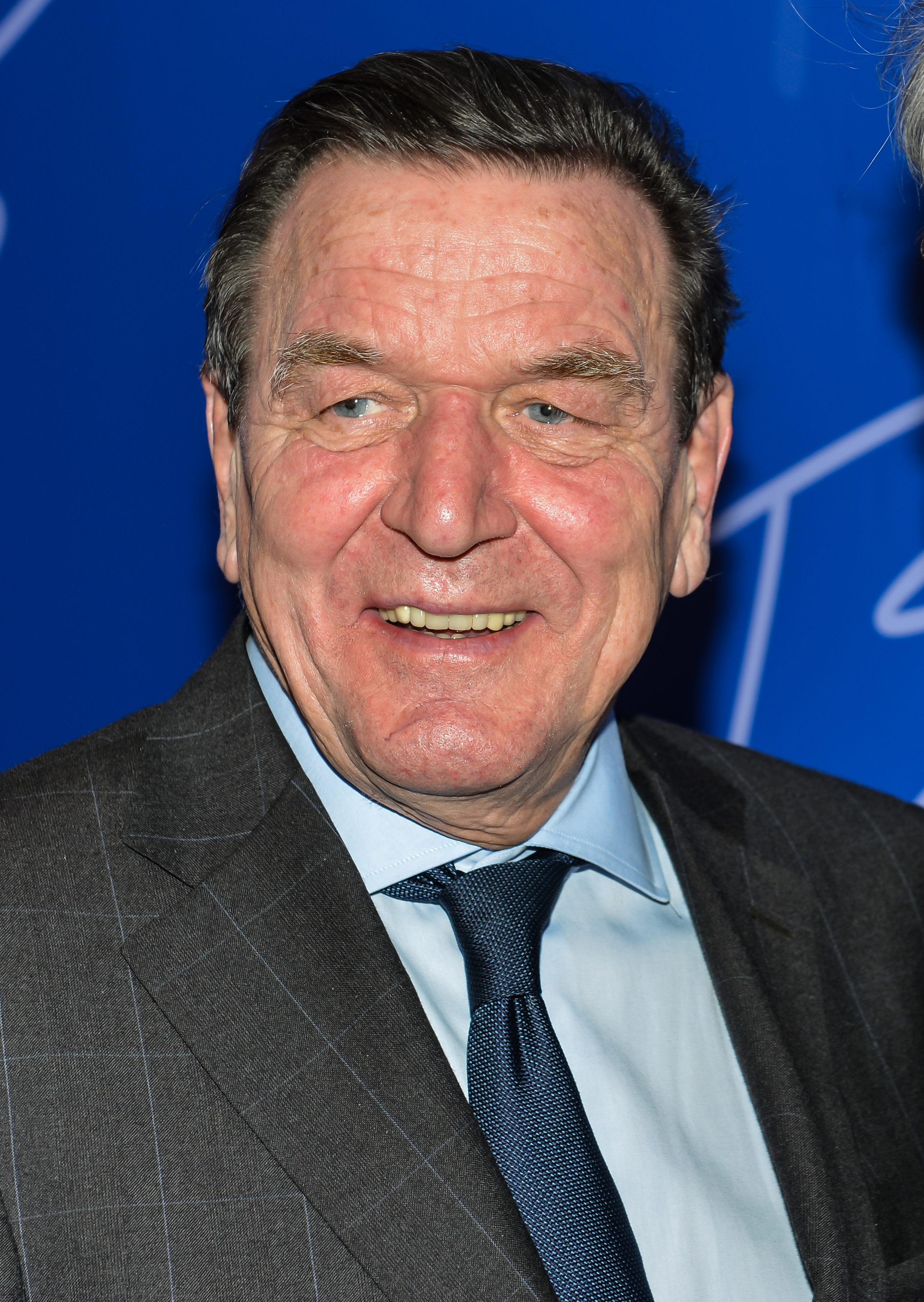
Gerhard Schröder en 2014.

En tant que chancelier, Gerhard Schröder apporte — comme le président russe Vladimir Poutine — un soutien sans faille au projet de gazoduc Nord Stream en mer Baltique, en devenant président de la société. Celui-ci vise à assurer à l'Allemagne un approvisionnement direct en gaz russe et ainsi échapper aux récurrents conflits gaziers russo-ukrainiens. Le projet final de construction est signé deux semaines avant l'élection parlementaire allemande de septembre 2005, qui entraînera la démission de Gerard Schröder.
Peu de temps après son retrait de la vie politique, l'ex-chancelier est nommé à la tête du consortium chargé de la construction, dont le premier partenaire est la société russe Gazprom.
Gerhard Schröder inaugure le premier tronçon du gazoduc le 8 novembre 2011, en compagnie de sa successeure Angela Merkel, de Dmitri Medvedev et de François Fillon.
En août 2017, la presse annonce que l'ancien chancelier devrait prendre fin septembre un poste de « directeur indépendant » chez Rosneft, société d'État russe spécialisée dans l'extraction, la transformation et la distribution de pétrole, ce qui suscite des critiques en Allemagne durant la campagne des élections fédérales, autant chez les conservateurs que chez les sociaux-démocrates. Le 29 septembre 2017, il est élu à la tête du conseil d'administration de Rosneft par les actionnaires du groupe,.
En novembre 2017, il est cité parmi les personnalités allemandes dans les révélations des Paradise Papers.
Il est également administrateur du groupe pétrolier TNK-BP et conseiller Europe de Rothschild Investment Bank.
En 2022, il est nommé président du conseil d'administration de Gazprom,. II perçoit 850 000 euros par an de Rosneft et Nord Stream, auxquels s'ajoutent 7 000 euros de retraite par mois et une enveloppe de 407 000 euros par an versés par l’État allemand pour un bureau au Bundestag et le salaire de ses assistants. À la suite de l'invasion de l'Ukraine par la Russie en 2022, il refuse de démissionner de son poste et demande une modération dans les sanctions. Sa proximité avec le président russe Vladimir Poutine est largement décriée par la société allemande, et par l'entièreté de son équipe, qui démissionne. Le 19 mai 2022, la commission budgétaire du Bundestag vote la suppression d'une grande partie des avantages financiers (bureau, collaborateurs, chauffeur et frais de voyages) dont il bénéficiait en tant qu'ancien chancelier allemand. Il quitte le conseil d'administration de Rosneft le lendemain. En mai 2023, il perd le procès qui concernait la suppression en 2022 de l'octroi d'un bureau par le Bundestag, en tant qu'ancien chancelier.

## Décorations
- Grand-croix de l'ordre du Mérite de la République fédérale d'Allemagne ( Allemagne)
- Chevalier grand-croix du grand ordre de la Reine Hélène ( Croatie, 2007)[28]
- Grand-croix de l'ordre d'Isabelle la Catholique ( Espagne)
- Membre 1re classe de l'ordre de la Croix de Terra Mariana ( Estonie)
- Membre 1re classe de l'ordre de la Toison d'or ( Géorgie)
- Grand-cordon de l'ordre de l'Aigle royal ( Kazakhstan)
- Grand-croix de l'ordre national du Mérite ( Malte)
- Chevalier de l'ordre de l'Aigle blanc ( Pologne)
- Membre 1re classe de l'ordre du Lion blanc ( République tchèque)
- Grand-croix de l'ordre de l'Étoile de Roumanie ( Roumanie)